# X-SCID
X-SCID (Severe Combined Immunodeficiency), auch SCID-X1, ist eine Form der Immunschwächekrankheit SCID, bei der durch eine Mutation am gemeinsamen Interleukin-Rezeptor-γ-gen bzw. der durch dieses Gen kodierten gemeinsamen Kette (kurz γc, CD132), mehrere Interleukinrezeptoren nicht mehr funktionsfähig sind. Ein Beispiel ist der Interleukin-2-Rezeptor (IL-2Rγ). Auf Grund dieser Fehler können sich aus hämatopoetischen Stammzellen (Blut-Stammzellen) keine Vorläufer-T-Lymphozyten und keine NK-Zellen entwickeln. Da aber für die Antikörperproduktion durch B-Lymphozyten als Stimulus TH2-Zellen (=eine „Unter-Klasse“ der T-Lymphozyten) essentiell sind, ist nicht nur das zelluläre, sondern auch das humorale Immunsystem nicht arbeitsfähig, also das gesamte adaptive Immunsystem defekt. Das Gen für den Rezeptor ist am X-Chromosom lokalisiert, deshalb die Bezeichnung X-SCID. X-SCID ist die genetische Ursache für etwa 50 % aller SCID-Fälle.
Betroffene Patienten sind anfällig für Infektionen jeglicher Art wie Lungenentzündung oder Meningitis und überleben ohne entsprechende medizinische Behandlung (oder Abschirmung in einem sterilen Zelt) nur kurz.

## Behandlungsformen

### Stammzelltransplantation
Wie bei vielen anderen Immunkrankheiten, z. B. Leukämien, wird klassischerweise eine Zerstörung des gesamten Immunsystems durch Chemotherapie durchgeführt (wobei dies hier kaum nötig ist), anschließend werden durch eine Knochenmarkstransplantation Lymphozyten aus einem geeigneten Spender implantiert, die dann ein neues Immunsystem im Patienten bilden sollen.

### Gentherapie
Die Gentherapie ist eine neuere, experimentelle Behandlungsmethode, die auf Grund des monogenen Charakters dieser Erkrankung (nur ein Gen betroffen) für die Behandlung von X-SCID geeignet scheint. Alain Fischer und Mitarbeiter vom Pariser Hôpital Necker des Enfants Malades führten 1999–2000 eine gentherapeutische Behandlung an fünf an X-SCID erkrankten Kindern durch. Dazu wurden den Patienten hämatopoetische Stammzellen (CD34-positiv) entnommen, ex vivo mit Hilfe eines retroviralen Vektors (aus dem Murinen Leukämievirus) transformiert und den Patienten wieder infundiert. Nach vier Monaten konnten in vier der fünf Patienten T-Zellen und NK-Zellen gefunden werden. Bei dem fünften Patienten gelang die Transformation nicht und an ihm musste eine HLA-inkompatible Knochenmarkstransplantation durchgeführt werden, welche  auch gelang. Nachdem insgesamt bei 9 von 10 Patienten die Therapie erfolgreich war, veröffentlichten die Autoren 2003 einen Artikel, in welchem sie darauf hinweisen, dass in zwei ihrer Patienten „ungefähr drei Jahre nach der Gentherapie unkontrollierte exponentielle klonale Proliferation reifer T-Zellen […] stattfand“. Die Autoren führten als mögliche Ursache dieser Leukämie die Integration des Vektors nahe dem LMO2 Protoonkogen-Promoter an. Neuere Arbeiten im Mausmodell deuten jedoch darauf hin, dass das Gen selbst onkogen wirken könnte: 33 % der transformierten Mäuse bekamen nach 1,5 Jahren eine Leukämie. Die Insertionsmutagenese kann demnach nicht der einzige Grund für die Mutation gewesen sein. Die Autoren sprechen sich für Langzeituntersuchungen aus, da normalerweise Nachuntersuchungen (follow-up studies) nach sechs Monaten beendet werden. Gegen die Beteiligung von LMO2 bei der Onkogenese sprechen auch Untersuchungen, die zeigen, dass LMO2 keine Rolle bei der Entwicklung von Lymphocyten zu spielen scheint.
Die Gentherapie wird bisher nur in wenigen Fällen bei Patienten ohne HLA-kompatible Spender angewendet.